# Ema Stokholma
 (juillet 2022).
La mise en forme du texte ne suit pas les recommandations de Wikipédia : il faut le « wikifier ».
Les points d'amélioration suivants sont les cas les plus fréquents. Le détail des points à revoir est peut-être précisé sur la page de discussion.
- Les titres sont pré-formatés par le logiciel. Ils ne sont ni en capitales, ni en gras.
- Le texte ne doit pas être écrit en capitales (les noms de famille non plus), ni en gras, ni en italique, ni en « petit »…
- Le gras n'est utilisé que pour surligner le titre de l'article dans l'introduction, une seule fois.
- L'italique est rarement utilisé : mots en langue étrangère, titres d'œuvres, noms de bateaux, etc.
- Les citations ne sont pas en italique mais en corps de texte normal. Elles sont entourées par des guillemets français : « et ».
- Les listes à puces sont à éviter, des paragraphes rédigés étant largement préférés. Les tableaux sont à réserver à la présentation de données structurées (résultats, etc.).
- Les appels de note de bas de page (petits chiffres en exposant, introduits par l'outil «  Source ») sont à placer entre la fin de phrase et le point final[comme ça].
- Les liens internes (vers d'autres articles de Wikipédia) sont à choisir avec parcimonie. Créez des liens vers des articles approfondissant le sujet. Les termes génériques sans rapport avec le sujet sont à éviter, ainsi que les répétitions de liens vers un même terme.
- Les liens externes sont à placer uniquement dans une section « Liens externes », à la fin de l'article. Ces liens sont à choisir avec parcimonie suivant les règles définies. Si un lien sert de source à l'article, son insertion dans le texte est à faire par les notes de bas de page.
- La présentation des références doit suivre les conventions bibliographiques. Il est recommandé d'utiliser les modèles {{Ouvrage}}, {{Chapitre}}, {{Article}}, {{Lien web}} et/ou {{Bibliographie}}. Le mode d'édition visuel peut mettre en forme automatiquement les références.
- Insérer une infobox (cadre d'informations à droite) n'est pas obligatoire pour parachever la mise en page.

Pour une aide détaillée, merci de consulter Aide:Wikification.
Si vous pensez que ces points ont été résolus, vous pouvez retirer ce bandeau et améliorer la mise en forme d'un autre article.
Ema Stokholma, pseudonyme de Morwenn Moguerou, née le 9 décembre 1983 à Romans-sur-Isère, est une animatrice de radio, de télévision et une auteure française naturalisée italienne.

## Biographie
Morwenn est née d'un père italien, reparti en Italie avant sa naissance, et d'une mère française avec laquelle elle grandit en compagnie de son frère aîné, entre le Midi et la Bretagne, . Elle passe une enfance et une adolescence très difficiles, aux côtés d'une mère violente, à la fois physiquement et psychologiquement, envers elle et son frère. Après avoir tenté de fuguer à plusieurs reprises, elle parvient à s'enfuir de chez elle, à l'âge de 15 ans, pour rejoindre son père à Rome,; elle ne reste à ses côtés que quelques mois, avant de prendre très tôt son indépendance.
En Italie, elle a rapidement l'opportunité d'intégrer le monde de la mode, et devient mannequin pour des maisons de couture telles que Dolce & Gabbana, Fendi, Valentino et Gianni Versace. Définitivement installée dans la péninsule, elle s'essaie à la musique au début des années 2000 et commence une carrière de disc-jockey. Elle se produit dans divers clubs en Italie et en Europe, et acquiert une certaine notoriété dans le milieu; c'est à cette époque qu'elle invente son pseudonyme, inspiré de la chanson Stockholm de Rino Gaetano. Elle explique ce choix par le fait que son nom est difficile à prononcer en italien, du fait du grand nombre de "r" qu'il contient. 
En 2013, elle fait ses débuts à la télévision italienne, en animant  l'Aftershow des MTV Italian Awards; la même année, avec Andrea Delogu, elle participe aux programmes Jump! Ce soir je plonge sur la chaîne Canale 5 et Aggratis! sur la Raï 2. En 2015, elle commence à travailler comme animatrice radio pour la station Rai Radio 2, en animant l'émission Back2Back avec Gino Castaldo. L'année suivante, elle anime l'émission télévisée Challenge4 sur Rai 4, et en 2017, elle participe à l'émission de télé-réalité Pechino Express sur Rai 2. Elle remporte cette édition avec sa partenaire d'aventures Valentina Pegorer.
En 2018, pour Radio 2, elle anime d'abord en février la retransmission en direct du Festival de Sanremo, puis en mai la finale du Concours Eurovision, avec Carolina Di Domenico . L'année suivante, elle est de nouveau appelée à commenter la retransmission de Sanremo, et celle de l'Eurovision. Pour cette édition, elle couvre les trois soirs du concours et endosse également le rôle de porte-parole italien pendant la finale. En 2020, elle commente pour la troisième année consécutive le Festival de Sanremo, et anime également le PrimaFestival sur Rai 1; elle présente en outre Stranger Tape in Town sur Rai 4, et rejoint le casting d'AmaSanremo diffusé simultanément sur Rai 1 et Radio 2. L'année suivante, elle revient à l'animation de l'Eurovision pour Rai 4 et Radio 2, accompagnée de Saverio Raimondo.
En 2020, elle fait ses débuts d'écrivain avec la parution de son autobiographie Per il mio bene, centrée sur son enfance difficile; l'œuvre a été accueillie positivement par la critique et a remporté le prix Bancarella l'année suivante. En 2021, elle entame une carrière de chanteuse, avec le single Ménage à trois . À l'été 2022, elle est de nouveau engagée sur Radio 2, avec l'émission Radio 2 Happy Family, partiellement diffusée sur Rai 2, et a partir du 2024 aussi en Radio 2 Social Club émission télévisée et radiophonique avec une formule similaire.

## Programmes TV
- Jump! Ce soir je plonge (2013)
- Aggratis! (2013)
- Challenge4 (2016)
- Pékin Express (2017)

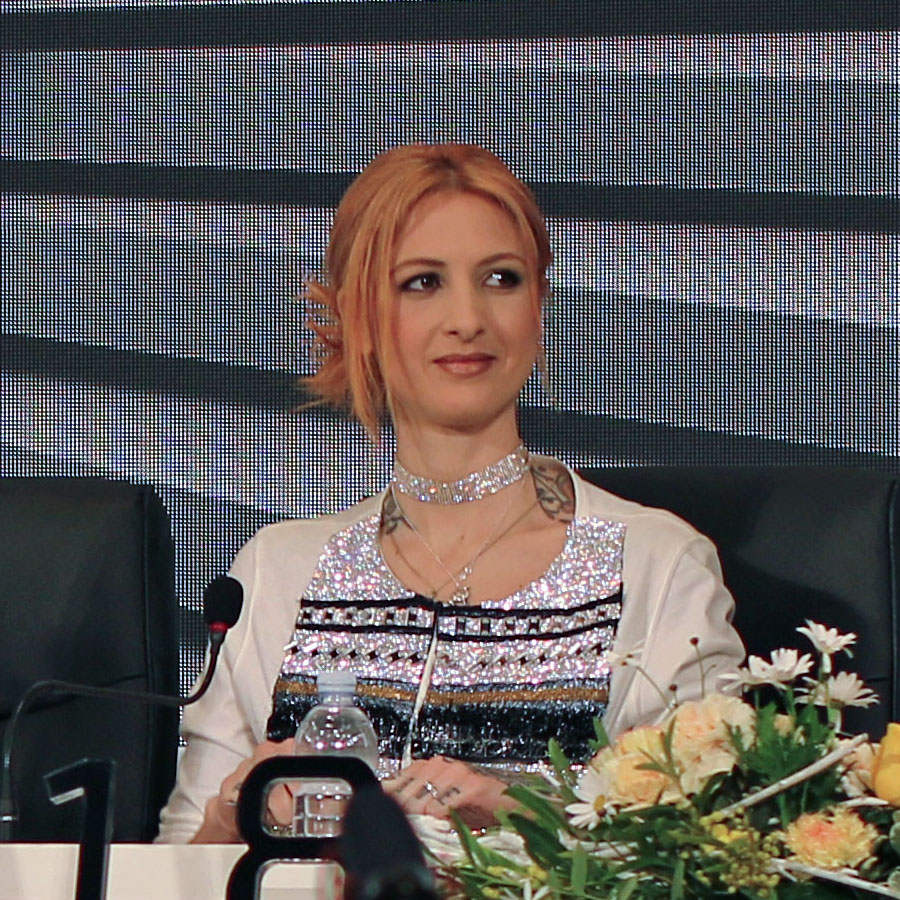
Ema Stokholma lors de la conférence de presse du Festival de Sanremo 2018

- Concours Eurovision de la chanson (2019-2022)
- Stranger Europe (2019)
- PrimaFestival (2020)
- Together at Home (2020)
- Eurovision : Europe Shine a Light (2020)
- AmaSanremo (2020)
- Stranger Shape in Town (2020)
- Après le Festival (2021)
- Radio 2 Happy Family (2022-2024)
- Radio 2 Social Club (2024-2025)

## Radio
- Back2Back (2016-en cours)
- Sanremo Giovani (2016-2017, 2020-2021)
- Festival de Sanremo (2018-2022)
- La Voix de Radio 2 (2018-2020)
- Concours Eurovision de la chanson (2018-2021)
- Concert du 1er mai (2020-2021)
- Eurovision : Europe Shine A Light (2020)
- Esordi (2020)
- AmaSanremo (2020)
- Arena Suzuki '60 '70 '80 (2021)
- Radio 2 Happy Family (2022-2024)
- Radio 2 Social Club (2024-2025)

## Ouvrages
- Per il mio bene, HarperCollins, 2020, 200 p. (ISBN 886905702X)